# Eseosa Desalu
Eseosa Fostine Desalu dit Fausto Desalu (né le 19 février 1994 à Casalmaggiore) est un athlète italien, spécialiste du 200 mètres et du relais. Le 6 août 2021, il fait partie de l’équipe italienne qui remporte le relais 4 x 100 m aux Jeux olympiques de Tokyo.

## Biographie
D'origine nigériane mais né en Italie, les performances d'Eseosa Desalu sont reconnues comme italiennes depuis le 17 mai 2011 et il peut faire partie de l'équipe italienne depuis le 2 mai 2012, selon les règles de transfert de l'IAAF.[réf. nécessaire]
Le 21 juillet 2013, il remporte la médaille de bronze du relais 4 × 100 mètres lors des Championnats d'Europe juniors à Rieti.
Son record sur 200 mètres est alors de 20 s 94, obtenu à Rieti un mois plus tôt, en juin 2013. Sur cette même distance, il termine 5e en finale des Championnats d'Europe juniors de juillet 2013.
Il permet la qualification du relais 4 × 100 m en finale lors des Championnats d'Europe d'athlétisme de 2014 à Zurich, mais Delmas Obou, le dernier relayeur, ne récupère pas le témoin de Diego Marani et son équipe ne termine pas cette finale.
Lors des Relais mondiaux 2015[Quoi ?], il fait partie de l'équipe italienne qui établit un temps de 38 s 84 avec Fabio Cerutti, Diego Marani et Delmas Obou.
En octobre 2015, il remporte la médaille d'or du 200 m lors des Jeux mondiaux militaires de 2015 en Corée.
Le 26 juin 2016, il remporte le titre national sur 200 m, en réalisant 20 s 31 (avec vent de + 1,2 m/s) à Rieti, le 3e meilleur temps italien, nettement inférieur au minima pour les Jeux olympiques de Rio, en battant Davide Manenti (20 s 44) et Matteo Galvan (20 s 50).
Le 2 juillet 2017, il remporte le titre national du 200 m à Trieste, en 20 s 32, avec un vent favorable de 2,2 m/s.
Le 28 juillet 2018, en demi-finale des Jeux méditerranéens de 2018, il court le 200 m en 20 s 25 avec un vent favorable de 2,6 m/s : le lendemain, il décroche la médaille d'argent derrière le Turc Ramil Guliyev.
Après un début de saison avec des contre-performances, le 30 juin 2019, il court le 200 m du Résisprint de La Chaux-de-Fonds en 20 s 26 (+ 1,5 m/s) temps qualificatif pour les championnats du monde.
Le 6 août 2021 lors des Jeux olympiques de Tokyo, il s'impose en finale du relais 4 x 100 m avec Lorenzo Patta, Marcell Jacobs et Filippo Tortu, apportant à l'Italie en 37 s 50 (nouveau record national) son premier titre olympique dans cette épreuve.

## Palmarès
| Date | Compétition                       | Lieu      | Résultat | Épreuve   | Temps         |
| ---- | --------------------------------- | --------- | -------- | --------- | ------------- |
| 2013 | Championnats d'Europe juniors     | Rieti     | 5e       | 200 m     | 21 s 16       |
| 2013 | Championnats d'Europe juniors     | Rieti     | 3e       | 4 × 100 m | 40 s 00       |
| 2014 | Championnats d'Europe par équipes | Brunswick | 3e       | 4 x 100 m | 39 s 06       |
| 2015 | Jeux mondiaux militaires          | Mungyeong | 1er      | 200 m     | 20 s 64       |
| 2015 | Jeux mondiaux militaires          | Mungyeong | 4e       | 4 x 100 m | 39 s 64       |
| 2017 | Championnats d'Europe par équipes | Lille     | 6e       | 4 x 100 m | 39 s 08       |
| 2017 | Championnats d'Europe par équipes | Lille     | 7e       | 4 x 400 m | 3 min 06 s 35 |
| 2018 | Jeux méditerranéens               | Tarragone | 2e       | 200 m     | 20 s 77       |
| 2018 | Jeux méditerranéens               | Tarragone | 1er      | 4 x 100 m | 38 s 49       |
| 2018 | Championnats d'Europe             | Berlin    | 6e       | 200 m     | 20 s 13       |
| 2019 | Relais mondiaux                   | Yokohama  | finale   | 4 x 100 m | DNF           |
| 2019 | Championnats d'Europe par équipes | Bydgoszcz | 2e       | 200 m     | 20 s 69       |
| 2021 | Relais mondiaux                   | Chorzów   | 2e       | 4 x 100 m | 39 s 21       |
| 2021 | Jeux olympiques                   | Tokyo     | 1er      | 4 x 100 m | 37 s 50       |
| 2024 | Championnats d'Europe             | Rome      | 5e       | 200 m     | 20 s 59       |

## Records
| Épreuve | Épreuve   | Temps   | Lieu              | Date            |
| ------- | --------- | ------- | ----------------- | --------------- |
| 200 m   | Plein air | 20 s 08 | La Chaux-de-Fonds | 14 juillet 2024 |
| 200 m   | En salle  | 21 s 83 | Val-de-Reuil      | 3 mars 2012     |